# Windows Server 2003
Windows Server 2003 – wersja systemu Windows, oparta na edycji XP, przeznaczona do zastosowań serwerowych (Windows NT Server). System został wydany 24 kwietnia 2003. Wsparcie podstawowe zakończyło się 13 lipca 2010, a wsparcie rozszerzone 14 lipca 2015.

## Cechy systemu
Windows Server 2003 jest bezpośrednim następcą Windows 2000 Server. W porównaniu do wersji 2000 wprowadzono lub poprawiono wiele funkcji sieciowych. Do najważniejszych należą między innymi IIS w wersji 6.0, poprawki w usłudze Active Directory, a także dodanie funkcji Kopii w tle. System nadal może współpracować z systemami plików FAT, FAT32 i NTFS. Wyposażono go w platformę .NET Framework w wersji 1.1.
System wyposażono w specjalną edycję przeglądarki Internet Explorer. Program jest też skonfigurowany w ten sposób, że praktycznie niemożliwe jest uruchamianie lub ściągnięcie plików lub rozszerzeń, które mogą zaszkodzić systemowi. Od października 2006 roku jest możliwość zaktualizowania do Internet Explorera 7.

## Edycje systemu
Istnieje kilka edycji systemu zależnie od zastosowań:
- Small Business Server,
- Web Edition,
- Standard Edition,
- Enterprise Edition,
- Datacenter Edition.
- Storage Server 2003 R2.

Windows Server 2003 jest dostępny w wersjach na platformy sprzętowe: x86, Itanium, AMD64.

## Wymagania sprzętowe
| Minimalne                       | Zalecane                                         |
| ------------------------------- | ------------------------------------------------ |
| Procesor 133 MHz                | Procesor 550 MHz lub szybszy                     |
| 128 MB Pamięci RAM              | 256 MB Pamięci RAM lub więcej                    |
| 1,5 GB wolnego miejsca na dysku | 2 GB wolnego miejsca na dysku lub więcej         |
| Super VGA (800x600) 256 kolorów | Adapter wideo i monitor o wyższej rozdzielczości |
| Napęd CD-ROM                    | Napęd CD-ROM lub DVD-ROM                         |
| Klawiatura                      | Klawiatura oraz urządzenie wskazujące (np. mysz) |

## Dodatki Service Pack
Dotychczas zostały wydane 2 dodatki Service Pack dla systemu Windows 2003. Service Pack 3 nie został wydany.

### Service Pack 1
Dodatek Service Pack 1 wydany został 31 marca 2005. W tej poprawce położono nacisk na zwiększenie bezpieczeństwa systemu.
Najważniejsze wprowadzone nowości:
- Kreator zabezpieczeń systemu – automatyczna konfiguracja wbudowanej zapory sieciowej, wyłączenie niepotrzebnych usług itp.
- Windows Firewall – wbudowany program typu zapora sieciowa, analogiczny jak w systemie Windows XP z dodatkiem Service Pack 2.
- Wprowadzenie technologii Data Execution Prevention – zapobiega ona wykonywaniu kodu umieszczonego w obszarze dla danych, który może być niebezpieczny dla komputera.
- Blokowanie wyskakujących okienek we wbudowanej przeglądarce Internet Explorer 6.0 – analogicznie jak w Service Pack 2 dla systemu Windows XP
- Dodana obsługa tablicy partycji GPT (bez możliwości instalacji).

### Service Pack 2
Dodatek Service Pack 2 dla systemu Windows Server 2003 wydany został 14 marca 2007.
Service Pack 2 dla Windows Server 2003 to przede wszystkim większa wygoda w zarządzaniu serwerem oraz wbudowane wcześniej opublikowane aktualizacje i poprawki. Między innymi ulepszono wydajność sieci poprzez Scalable Networking Pack, zarządzanie protokołem IPsec, narzędzia Domain Controller Diagnostics (DCDIAG) i MS Configuration (MSCONFIG). Wprowadzono możliwość zarządzania protokołem WPA2 dla sieci bezprzewodowych. SP2 zawiera także konsolę MMC3.0. (Analogicznie jak w Service Pack 3 do Windows XP).

## Druga Edycja (Windows Server 2003 R2)
6 grudnia 2005 roku został wydany Windows Server 2003 R2. Dystrybuowany na dwóch płytach CD (pierwsza to standardowy Windows Server 2003 SP1, a druga to dodatkowe funkcje i rozszerzenia) oferował m.in.:
- nowe narzędzia administracyjne:
  - Microsoft Management Console 3.0 (MMC 3.0)
  - zarządzanie drukowaniem
  - zarządzanie serwerem plików
  - xarządzanie tożsamościami dla systemu UNIX
- nowe funkcje usługi Active Directory:
  - tryb aplikacji usługi Active Directory (Active Directory Application Mode - ADAM)
  - Active Directory Federation Services (ADFS) - stosowanie usługi SSO w aplikacjach WWW
- nowe funkcje udostępniania zasobów:
  - klient i serwer usługi NFS wcześniej dostępne w pakiecie Services for Unix
- integracja z systemem pakietu Subsystem for UNIX-based Applications - SUA (dawniej: Services for Unix).

Rozszerzeniami Windows Server 2003 R2 można zarządzać z poziomu Windows XP Professional - odpowiednie narzędzia są dostępne jako samodzielne pakiety do zainstalowania - pod warunkiem wcześniejszego zainstalowania MMC 3.0.

## Następcy systemu Windows Server 2003
Następcą Windows Server 2003 i Windows Server 2003 R2 jest Windows Server 2008.

## Koniec wsparcia technicznego systemu
14 lipca 2015 firma Microsoft zakończyła wsparcie techniczne dla obu systemów, Windows Server 2003 i Windows Server 2003 R2; po tej dacie nie są udostępniane poprawki do systemu. Microsoft zaleca migrację do wyższych wersji Windows Server 2008 lub Windows Server 2012 bądź przeniesienie swoich usług do Office 365 bądź Microsoft Azure.

## Naruszenie praw patentowych przez firmę Microsoft
Microsoft zapłacił firmie VirnetX 200 milionów $ w ramach ugody, w sprawie o naruszenie patentów dotyczących VPN. Patenty miały być wykorzystywane bez licencji także w Windows XP, Vista, Live Communications Server, Windows Messenger, Office Communicator oraz różnych wersji Office.